# فهرست دهانه‌های برخوردی زمین
فهرست دهانه‌های برخوردی زمین تنها دهانه‌های برخوردی که در دادگان برخوردهای زمین پذیرفته شده را در بر می‌گیرد.

## فهرست دهانه‌های برخوردی بر پایهٔ اندازه

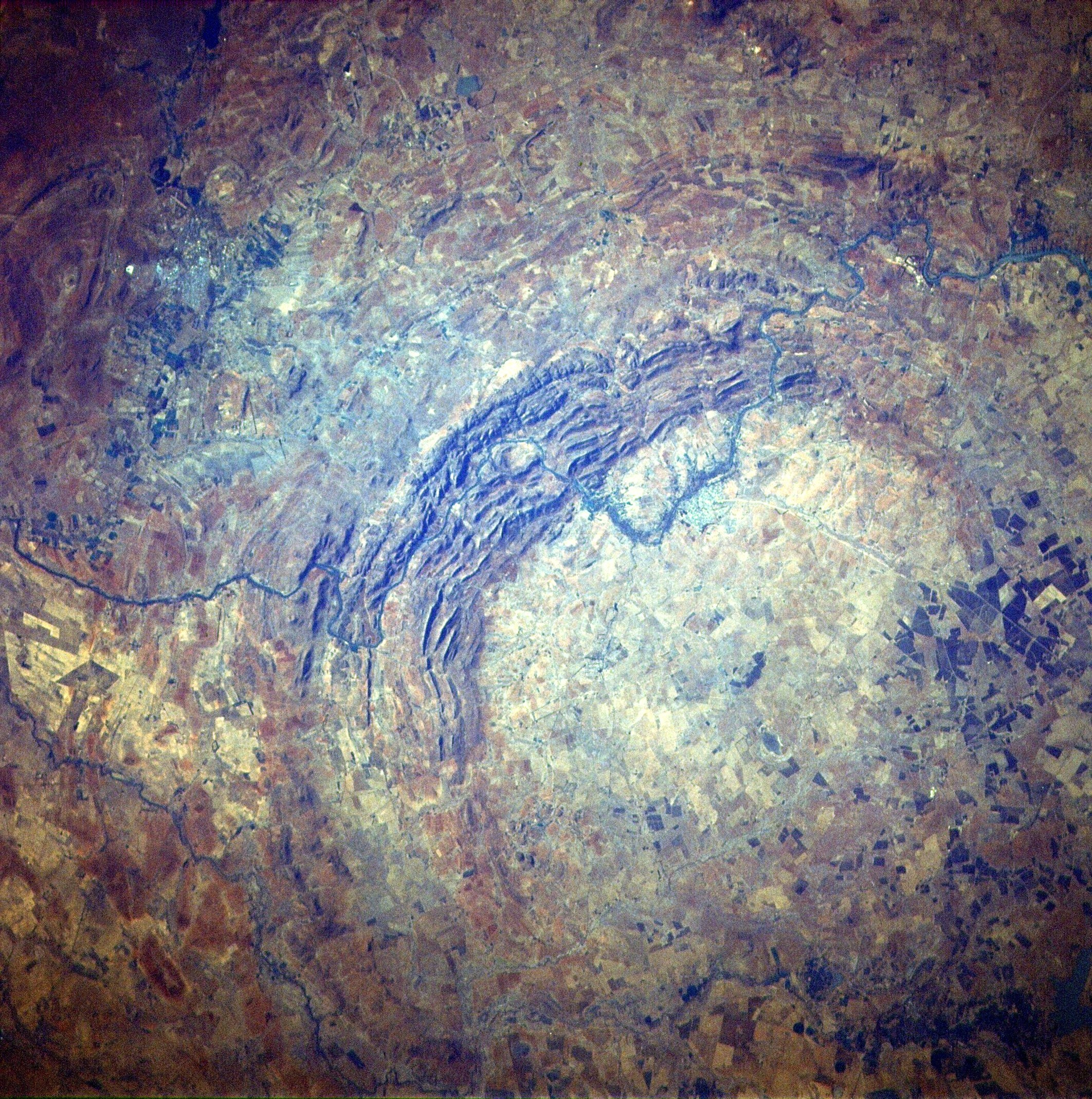
دهانه وردفرت، ۳۰۰ کیلومتر

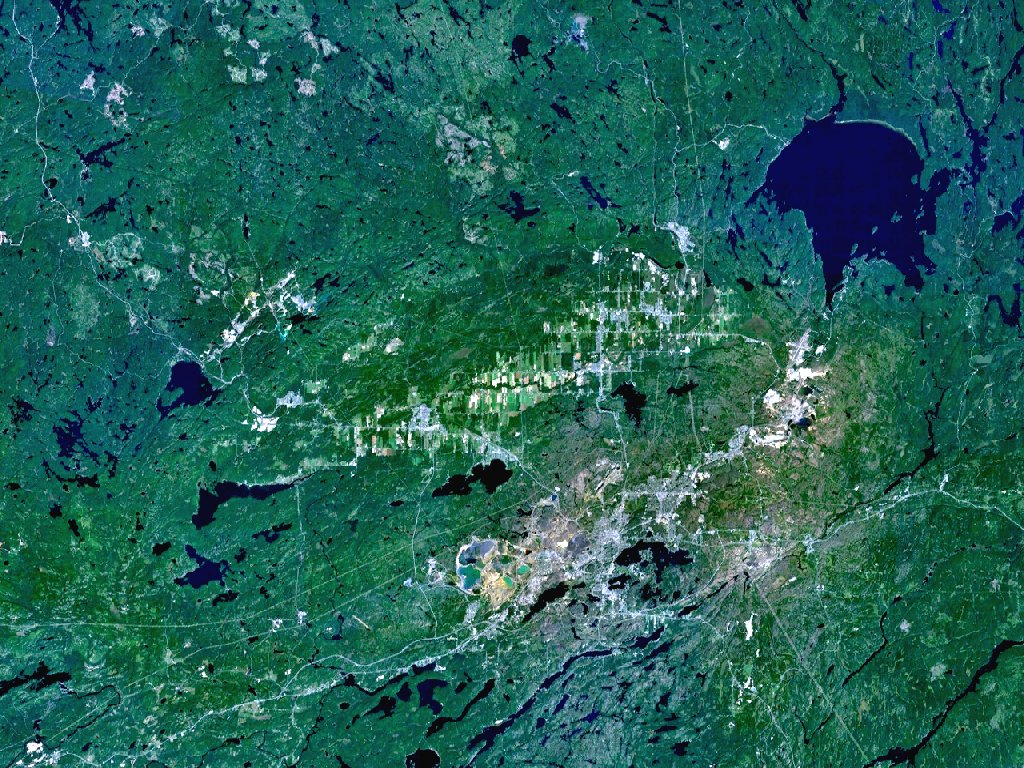
حوضه سادبری، ۲۵۰ کیلومتر

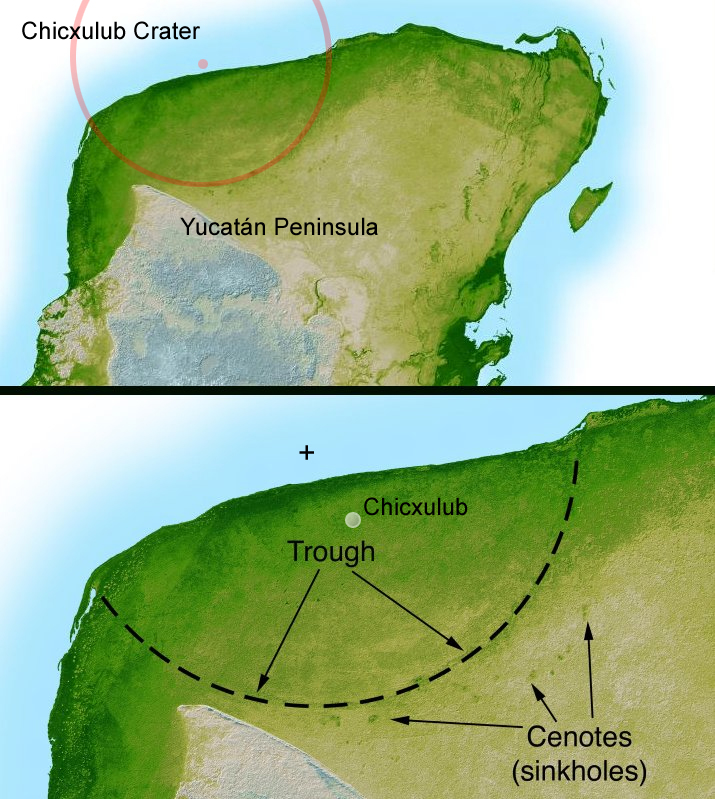
دهانه چیکشلوب، ۱۷۰ کیلومتر

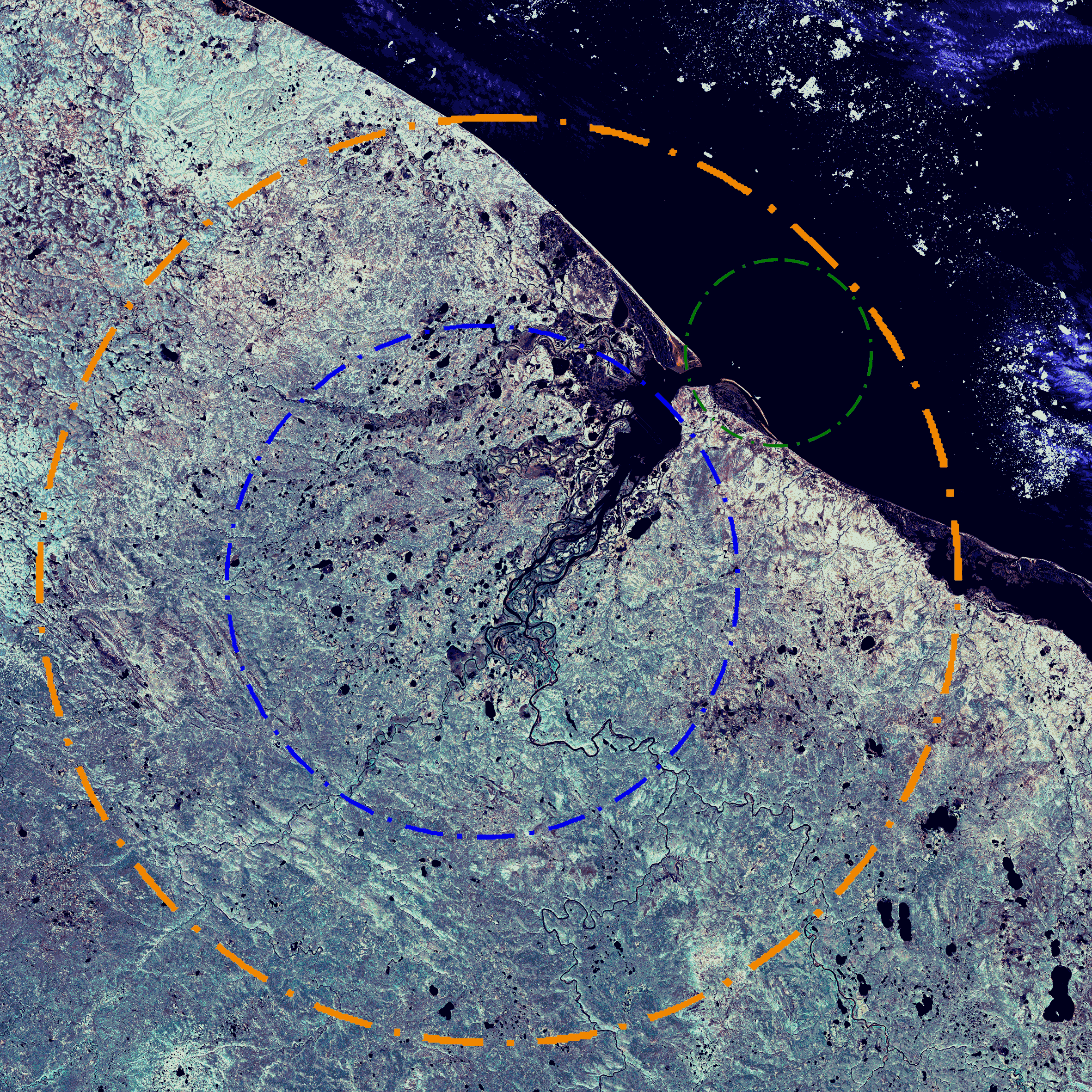
دهانه کارا، ۱۲۰ کیلومتر

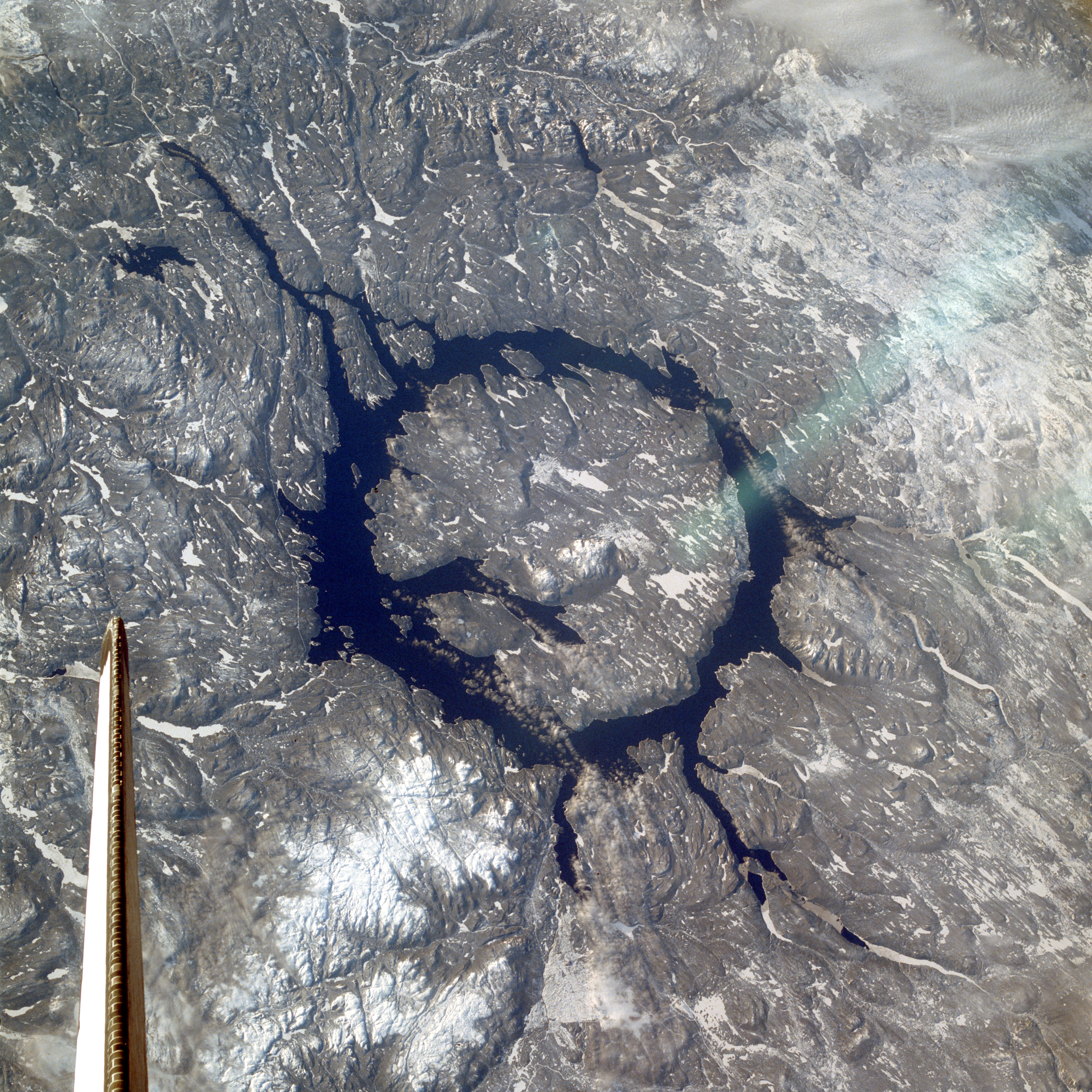
دهانه مانیکواگان، ۱۰۰ کیلومتر

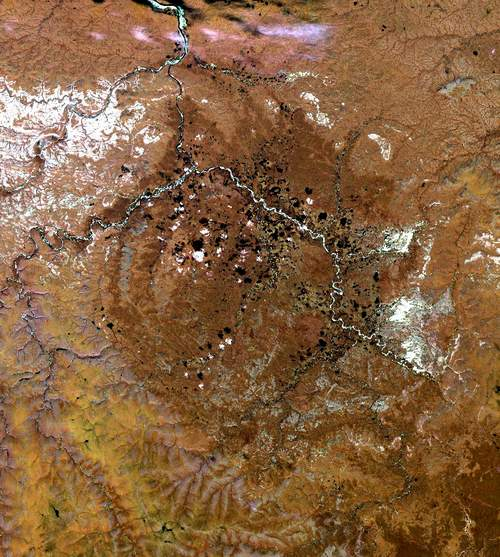
دهانه پپیگای، ۱۰۰ کیلومتر

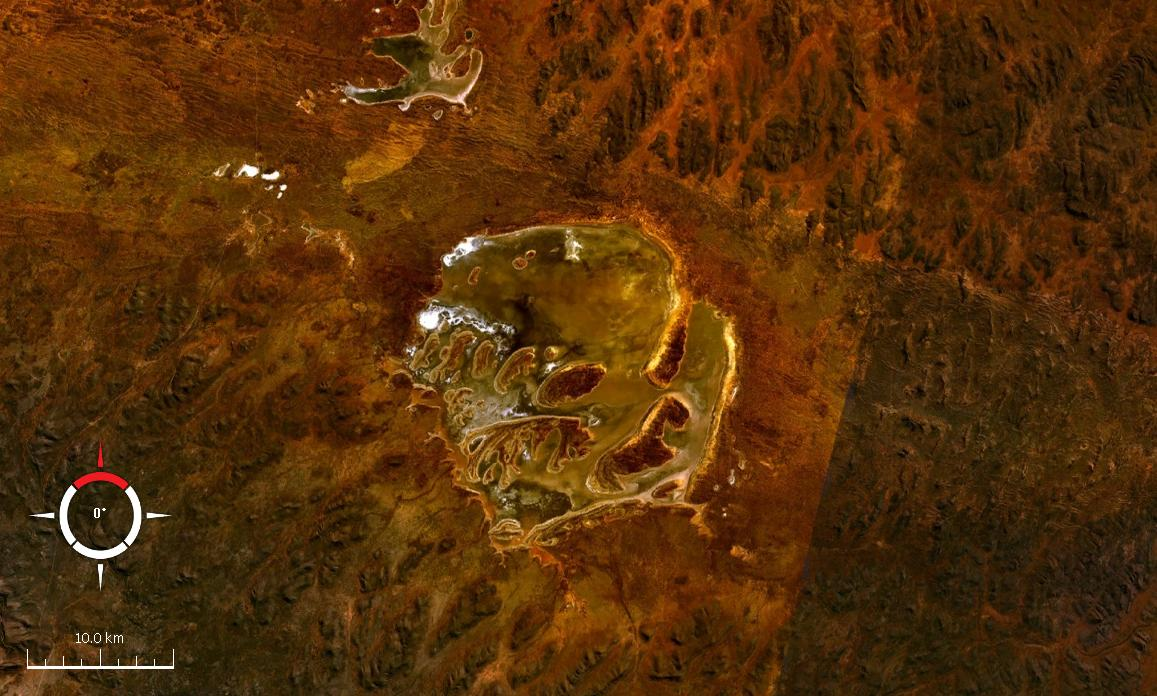
دهانه آکرامان، ۸۵-۹۰ کیلومتر

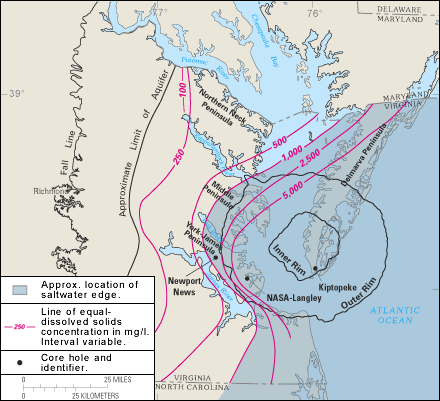
دهانه خلیج چساپیک، ۸۵ کیلومتر

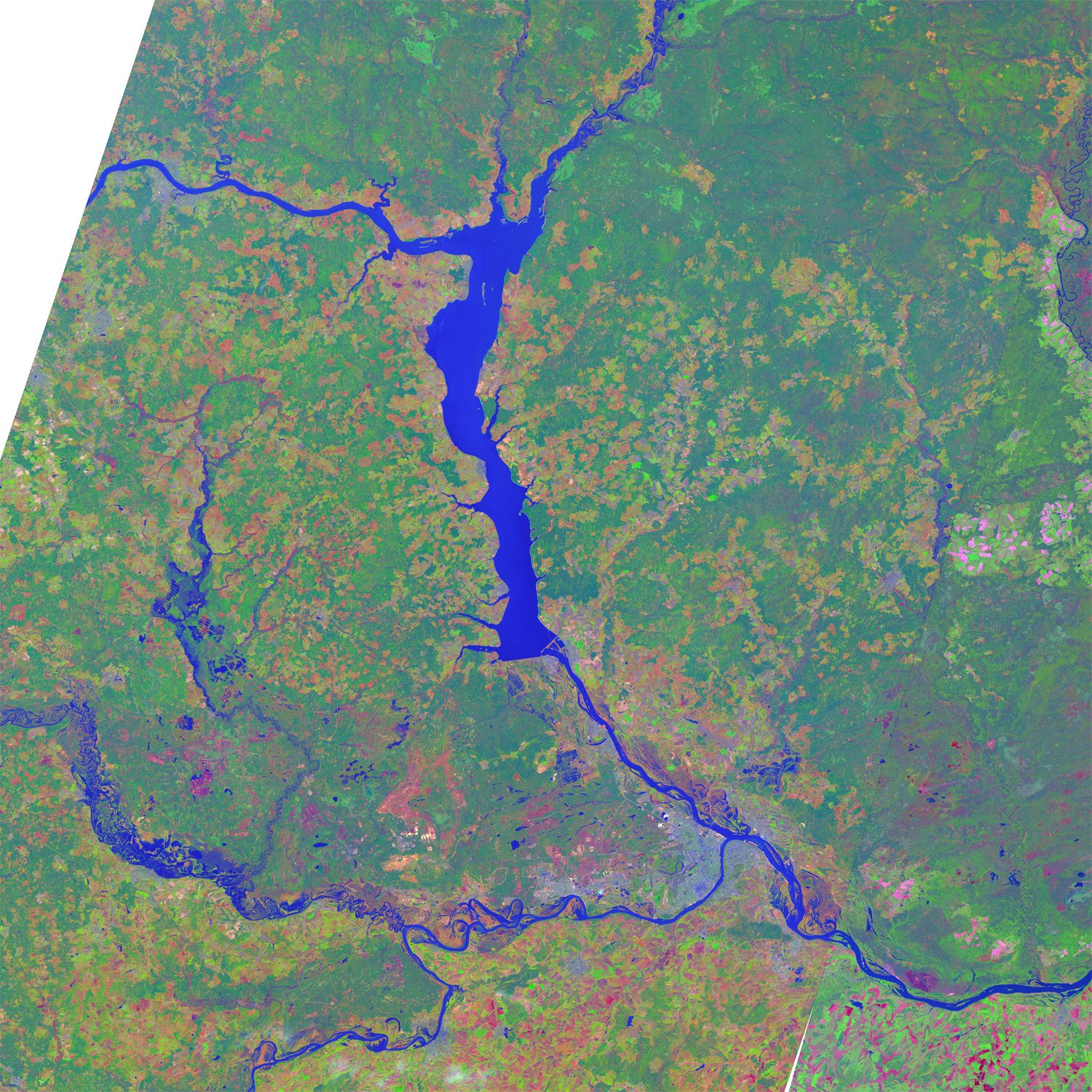
دهانه پوچژ-کاتونکی، ۸۰ کیلومتر

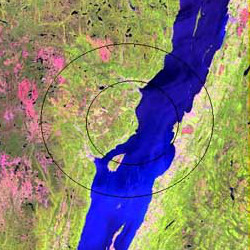
دهانه چارلی‌وی، ۵۴ کیلومتر

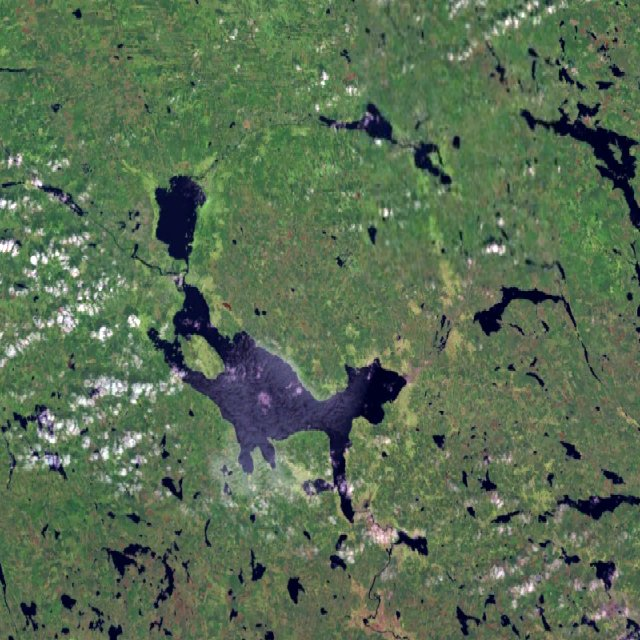
حلقه سیلیان، ۵۲ کیلومتر

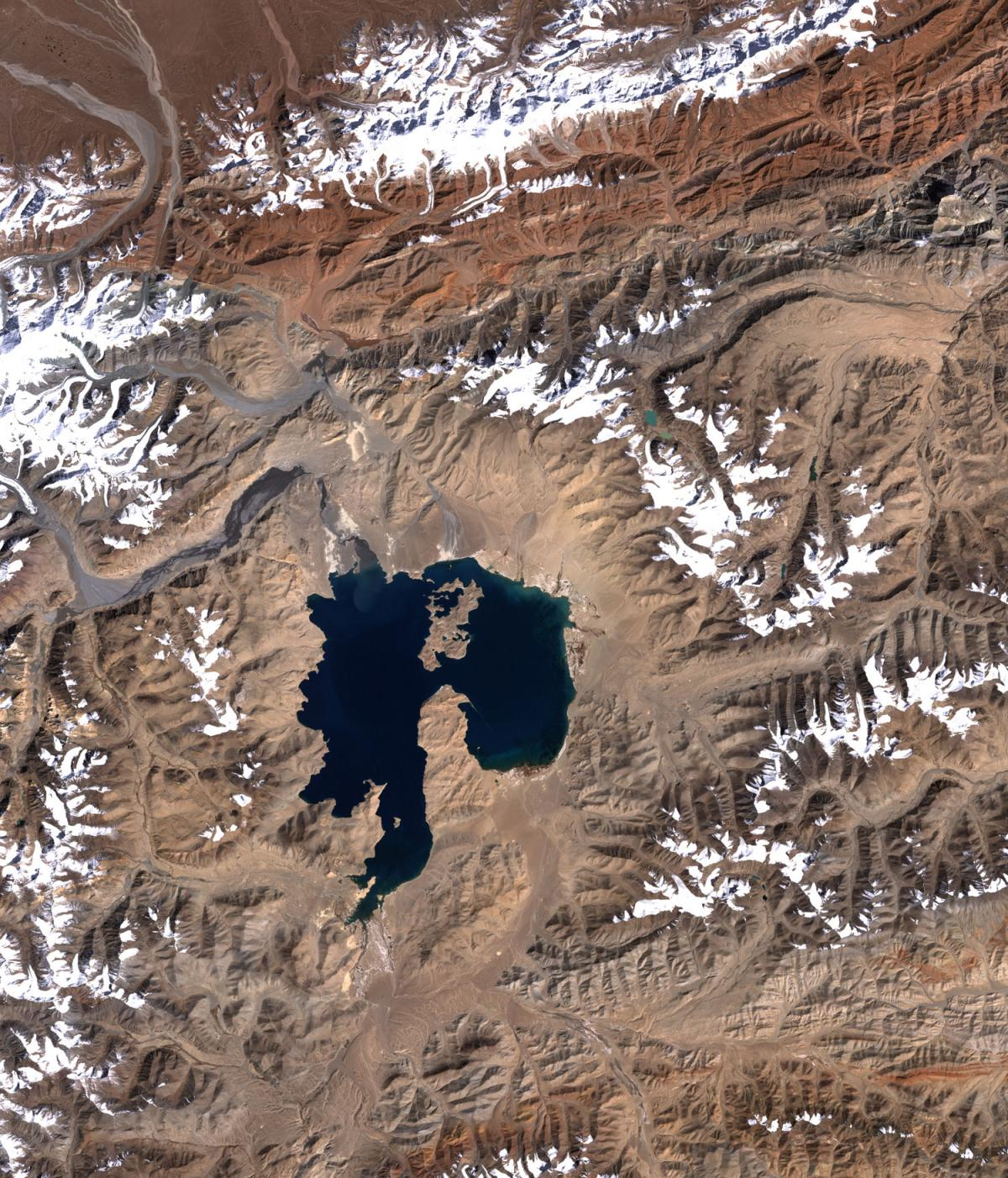
کاراکول، ۵۲ کیلومتر

تنها دهانه‌های برخوردی بزرگ (قطر بیش از ۲۰ کیلومتر) در اینجا فهرست شده و دهانه‌های دیگر بر پایهٔ منطقه جغرافیایی و در زیرفهرست‌ها جای داده شده‌اند. این دهانه‌ها همگی از برخورد شهاب‌سنگ‌ها یا دنباله‌دارهای بزرگ با زمین پدید آمده‌اند. از آنجایی که بیشتر این دهانه‌ها در گذر زمان دچار فرسایش شده یا در زیر خاک پنهان شده‌اند قطر گزارش شده در اینجا برآورد قطر لبهٔ اصلی بوده و ممکن است با ویژگی‌های جایگاه کنونی دهانه همخوانی نداشته باشد.
| نام             | جایگاه                | کشور          | قطر (کیلومتر) | سن (میلیون سال) | مختصات                                                          |
| --------------- | --------------------- | ------------- | ------------- | --------------- | --------------------------------------------------------------- |
| وردفرت          | ایالت آزاد            | آفریقای جنوبی | ۳۰۰           | ۲۰۲۳            | ۲۷°۰′ جنوبی ۲۷°۳۰′ شرقی / ۲۷٫۰۰۰°جنوبی ۲۷٫۵۰۰°شرقی              |
| سادبری          | استان انتاریو         | کانادا        | ۲۵۰           | ۱۸۴۹            | ۴۶°۳۶′ شمالی ۸۱°۱۱′ غربی / ۴۶٫۶۰۰°شمالی ۸۱٫۱۸۳°غربی             |
| چیکشلوب         | یوکاتان               | مکزیک         | ۱۸۰           | ۶۵              | ۲۱°۲۰′ شمالی ۸۹°۳۰′ غربی / ۲۱٫۳۳۳°شمالی ۸۹٫۵۰۰°غربی             |
| وودلی           | استرالیای غربی        | استرالیا      | ۶۰-۱۶۰        | ۳۶۴             | ۲۶°۳′ جنوبی ۱۱۴°۴۰′ شرقی / ۲۶٫۰۵۰°جنوبی ۱۱۴٫۶۶۷°شرقی            |
| کارا            | ننتسیا                | روسیه         | ۱۲۰           | ۷۰٫۳            | ۶۹°۶′ شمالی ۶۴°۹′ شرقی / ۶۹٫۱۰۰°شمالی ۶۴٫۱۵۰°شرقی               |
| مانیکواگان      | استان کبک             | کانادا        | ۱۰۰           | ۲۱۵             | ۵۱°۲۳′ شمالی ۶۸°۴۲′ غربی / ۵۱٫۳۸۳°شمالی ۶۸٫۷۰۰°غربی             |
| پپیگای          | سیبری                 | روسیه         | ۱۰۰           | ۳۵٫۷            | ۷۱°۳۹′ شمالی ۱۱۱°۱۱′ شرقی / ۷۱٫۶۵۰°شمالی ۱۱۱٫۱۸۳°شرقی           |
| آکرامان         | استرالیای جنوبی       | استرالیا      | ۸۵-۹۰         | ۵۸۰             | ۳۲°۱′ جنوبی ۱۳۵°۲۷′ شرقی / ۳۲٫۰۱۷°جنوبی ۱۳۵٫۴۵۰°شرقی            |
| خلیج چساپیک     | ایالت ویرجینیا        | آمریکا        | ۸۵            | ۳۵٫۵            | ۳۷°۱۷′ شمالی ۷۶°۱′ غربی / ۳۷٫۲۸۳°شمالی ۷۶٫۰۱۷°غربی              |
| پوچژ-کاتونکی    | استان نیژنی نووگورود  | روسیه         | ۸۰            | ۱۶۷             | ۵۶°۵۸′ شمالی ۴۳°۴۳′ شرقی / ۵۶٫۹۶۷°شمالی ۴۳٫۷۱۷°شرقی             |
| موروک‌ونگ        | بیابان کالاهاری       | آفریقای جنوبی | ۷۰            | ۱۴۵             | ۲۶°۲۸′ جنوبی ۲۳°۳۲′ شرقی / ۲۶٫۴۶۷°جنوبی ۲۳٫۵۳۳°شرقی             |
| یارابوبا        | استرالیای غربی        | استرالیا      | ۳۰-۷۰         | ۱۱۳۴-۲۶۵۰       | ۲۷°۱۰′ جنوبی ۱۱۸°۵۰′ شرقی / ۲۷٫۱۶۷°جنوبی ۱۱۸٫۸۳۳°شرقی           |
| تای             | دریاچه تای            | چین           | ۶۸٫۵          | ۳۶۰-۳۷۵؟        | ۳۱°۲′ شمالی ۱۲۰°۲′ شرقی / ۳۱٫۰۳۳°شمالی ۱۲۰٫۰۳۳°شرقی             |
| توکونوکا        | کوئینزلند             | استرالیا      | ۵۵-۶۶         | ۱۱۲-۱۳۳         | ۲۷°۷′ جنوبی ۱۴۲°۵۰′ شرقی / ۲۷٫۱۱۷°جنوبی ۱۴۲٫۸۳۳°شرقی            |
| بیورهد          | آیداهو و مونتانا      | آمریکا        | ۶۰            | ۶۰۰             | ۴۴°۱۵′ شمالی ۱۱۴°۰′ غربی / ۴۴٫۲۵۰°شمالی ۱۱۴٫۰۰۰°غربی            |
| چارلی‌وی         | استان کبک             | کانادا        | ۵۴            | ۳۴۲             | ۴۷°۳۲′ شمالی ۷۰°۱۸′ غربی / ۴۷٫۵۳۳°شمالی ۷۰٫۳۰۰°غربی             |
| حلقه سیلیان     | دالارنا               | سوئد          | ۵۲            | ۳۷۷             | ۶۱°۲′ شمالی ۱۴°۵۲′ شرقی / ۶۱٫۰۳۳°شمالی ۱۴٫۸۶۷°شرقی              |
| کاراکول         | رشته‌کوه پامیر         | تاجیکستان     | ۵۲            | ۲۵              | ۳۹°۱′ شمالی ۷۳°۲۷′ شرقی / ۳۹٫۰۱۷°شمالی ۷۳٫۴۵۰°شرقی              |
| مونتانیه        | نوا اسکوشیا           | کانادا        | ۴۵            | ۵۰٫۵            | ۴۲°۵۳′ شمالی ۶۴°۱۳′ غربی / ۴۲٫۸۸۳°شمالی ۶۴٫۲۱۷°غربی             |
| آراگواینا       | برزیل مرکزی           | برزیل         | ۴۰            | ۲۴۴٫۴           | ۱۶°۴۷′ جنوبی ۵۲°۵۹′ غربی / ۱۶٫۷۸۳°جنوبی ۵۲٫۹۸۳°غربی             |
| سن‌مارتین        | مانیتوبا              | کانادا        | ۴۰            | ۲۲۰             | ۵۱°۴۷′ شمالی ۹۸°۳۲′ غربی / ۵۱٫۷۸۳°شمالی ۹۸٫۵۳۳°غربی             |
| میولنیر         | دریای بارنتز          | نروژ          | ۴۰            | ۱۴۲             | ۷۳°۴۸′ شمالی ۲۹°۴۰′ شرقی / ۷۳٫۸۰۰°شمالی ۲۹٫۶۶۷°شرقی             |
| رودخانه استین   | آلبرتا                | کانادا        | ۲۴-۴۰         | ۹۱              | ۵۹°۳۰′ شمالی ۱۱۷°۳۸′ غربی / ۵۹٫۵۰۰°شمالی ۱۱۷٫۶۳۳°غربی           |
| کارسول          | ساسکاچوان             | کانادا        | ۳۹            | ۱۱۵             | ۵۸°۲۷′ شمالی ۱۰۹°۳۰′ غربی / ۵۸٫۴۵۰°شمالی ۱۰۹٫۵۰۰°غربی           |
| کلیرواتر باختری | استان کبک             | کانادا        | ۳۶            | ۲۹۰             | ۵۶°۱۳′ شمالی ۷۴°۳۰′ غربی / ۵۶٫۲۱۷°شمالی ۷۴٫۵۰۰°غربی             |
| مانسون          | آیووا                 | آمریکا        | ۳۵            | ۷۴              | ۴۲°۳۵′ شمالی ۹۴°۳۳′ غربی / ۴۲٫۵۸۳°شمالی ۹۴٫۵۵۰°غربی             |
| گواردا          | پرتغال                | پرتغال        | ۳۵            | ۲۰۰             | ۴۰°۳۸′ شمالی ۰۷°۰۶′ غربی / ۴۰٫۶۳۳°شمالی ۷٫۱۰۰°غربی              |
| جزیره‌های اسلیت  | انتاریو               | کانادا        | ۳۲            | ۴۵۰             | ۴۸°۴۰′ شمالی ۸۷°۰′ غربی / ۴۸٫۶۶۷°شمالی ۸۷٫۰۰۰°غربی              |
| کئوروسلکا       | فنلاند باختری         | فنلاند        | ۱۰-۳۰         | ۱۴۰۰-۱۵۰۰       | ۶۲°۸′ شمالی ۲۴°۳۶′ شرقی / ۶۲٫۱۳۳°شمالی ۲۴٫۶۰۰°شرقی              |
| شومیکر          | استرالیای غربی        | استرالیا      | ۳۰            | ۱۶۳۰؟           | ۲۵°۵۲′ جنوبی ۱۲۰°۵۳′ شرقی / ۲۵٫۸۶۷°جنوبی ۱۲۰٫۸۸۳°شرقی           |
| میستاتین        | نیوفاندلند و لابرادور | کانادا        | ۲۸            | ۳۶٫۴            | ۵۵°۵۳′ شمالی ۶۳°۱۸′ غربی / ۵۵٫۸۸۳°شمالی ۶۳٫۳۰۰°غربی             |
| کلیرواتر خاوری  | استان کبک             | کانادا        | ۲۶            | ۲۹۰             | ۵۶°۰۴′ شمالی ۷۴°۰۶′ غربی / ۵۶٫۰۶۷°شمالی ۷۴٫۱۰۰°غربی             |
| کامنسک          | ناحیه فدرالی جنوبی    | Russia        | ۲۵            | ۴۹              | ۴۸°۲۱′ شمالی ۴۰°۳۰′ شرقی / ۴۸٫۳۵۰°شمالی ۴۰٫۵۰۰°شرقی             |
| استرنج‌ویز       | قلمرو شمالی           | استرالیا      | ۲۵            | ۶۴۶             | ۱۵°۱۲′ جنوبی ۱۳۳°۳۵′ شرقی / ۱۵٫۲۰۰°جنوبی ۱۳۳٫۵۸۳°شرقی           |
| بلتیش           | استان کیرووهراد       | اوکراین       | ۲۴            | ۶۵٫۱۷           | ۴۸°۵۴′ شمالی ۳۲°۱۵′ شرقی / ۴۸٫۹۰۰°شمالی ۳۲٫۲۵۰°شرقی             |
| نوردلینگر ریس   | بایرن                 | آلمان         | ۲۴            | ۱۴٫۳-۱۴٫۶۵      | ۴۸°۵۳′ شمالی ۱۰°۳۴′ شرقی / ۴۸٫۸۸۳°شمالی ۱۰٫۵۶۷°شرقی             |
| پرسکیل          | استان کبک             | کانادا        | ۲۴            | کمتر از ۵۰۰     | ۴۹°۴۳′ شمالی ۷۴°۴۸′ غربی / ۴۹٫۷۱۷°شمالی ۷۴٫۸۰۰°غربی             |
| هاوتون          | نوناووت               | کانادا        | ۲۳            | ۳۹              | ۷۵°۲۳′ شمالی ۸۹°۴۰′ غربی / ۷۵٫۳۸۳°شمالی ۸۹٫۶۶۷°غربی             |
| لاپاجاروی       | فنلاند                | فنلاند        | ۲۳            | ۷۳٫۳            | ۶۳°۱۲′ شمالی ۲۳°۴۲′ شرقی / ۶۳٫۲۰۰°شمالی ۲۳٫۷۰۰°شرقی             |
| گوسس بلاف       | قلمرو شمالی           | استرالیا      | ۲۲            | ۱۴۲٫۵           | ۲۳°۴۹′۱۵″ جنوبی ۱۳۲°۱۸′۲۸″ شرقی / ۲۳٫۸۲۰۸۳°جنوبی ۱۳۲٫۳۰۷۷۸°شرقی |
| روشه‌شوار        | فرانسه                | فرانسه        | ۲۱            | ۲۰۱             | ۴۵°۴۹′۲۷″ شمالی ۰°۴۶′۵۴″ شرقی / ۴۵٫۸۲۴۱۷°شمالی ۰٫۷۸۱۶۷°شرقی     |
| آملیا کریک      | قلمرو شمالی           | استرالیا      | ۲۰            | ۶۰۰-۱۶۶۰        | ۲۰°۵۵′ جنوبی ۱۳۴°۵۰′ شرقی / ۲۰٫۹۱۷°جنوبی ۱۳۴٫۸۳۳°شرقی           |
| لگانچا          | سیبری                 | روسیه         | ۲۰            | ۴۰              | ۶۵°۳۱′ شمالی ۹۵°۵۶′ شرقی / ۶۵٫۵۱۷°شمالی ۹۵٫۹۳۳°شرقی             |
| ابلن            | استان پولتاوا         | اوکراین       | ۲۰            | ۱۶۹             | ۴۹°۳۵′ شمالی ۳۲°۵۵′ شرقی / ۴۹٫۵۸۳°شمالی ۳۲٫۹۱۷°شرقی             |

## دهانه‌های بزرگ پذیرفته نشده
دهانه‌هایی که در اینجا فهرست شده‌اند گمان می‌رود دهانه‌های برخوردی باشند ولی نشانه‌های یافت شده صددرصد نیستند و به همین دلیل در دادگان برخوردهای زمین پذیرفته نشده‌اند.
| نام                     | جایگاه                           | قطر (کیلومتر) | سن (میلیون سال)               | مختصات                                              |
| ----------------------- | -------------------------------- | ------------- | ----------------------------- | --------------------------------------------------- |
| ساختار برخوردی استرالیا | قلمرو شمالی (استرالیا)           | ۶۰۰           | ۵۴۵                           |                                                     |
| دهانه شیوا              | کرانه‌های دریایی هند              | ۵۰۰           | ۶۵                            |                                                     |
| ویلکس لند               | جنوبگان                          | ۴۸۰-۵۰۰       | ۲۵۰-۵۰۰                       |                                                     |
| دهانه چک                | بوهم، جمهوری چک                  | ۴۰۰-۵۰۰       | ۲۰۰۰                          |                                                     |
| بیدوت                   | کناره‌های دریایی استرالیای باختری | ۲۵۰           | ۲۵۰                           |                                                     |
| حوضه واربرتن خاوری      | استرالیای جنوبی                  | ۲۰۰           | ۳۰۰                           |                                                     |
| اولاپول                 | کناره‌های دریایی اسکاتلند         | ۱۵۰           | ۱۱۷۷                          |                                                     |
| دهانه مانیتسک           | گرینلند                          | ۱۰۰           | ۳۰۰۰                          | ۶۵°۲۵′ شمالی ۵۲°۵۴′ غربی / ۶۵٫۴۱۷°شمالی ۵۲٫۹۰۰°غربی |
| روبیه‌لس دلا سریدا       | اسپانیا                          | ۴۰-۸۰         | ۳۰-۴۰                         |                                                     |
| ویچادا                  | کلمبیا                           | ۵۰            | ناشناخته                      |                                                     |
| آزوارا                  | اسپانیا                          | ۳۵-۴۰         | ۳۰-۴۰                         |                                                     |
| کبیرا                   | لیبی                             | ۳۱            | ناشناخته                      |                                                     |
| بارکل                   | اقیانوس هند                      | ۳۰            | ۰٫۰۰۳ (۳۰۰۰ سال پیش از میلاد) |                                                     |
| ماهیوکا                 | کناره‌های دریایی نیوزیلند         | ۲۰            | ۰٫۰۰۰۵ (۱۴۰۰ میلادی)          |                                                     |
| تامز کنیون              | کناره‌های دریایی نیوجرسی، آمریکا  | ۲۰            | ۳۵                            |                                                     |

## فهرست الفبایی همه دهانه‌ها
- فهرست دهانه‌های برخوردی آسیا
- فهرست دهانه‌های برخوردی آفریقا
- فهرست دهانه‌های برخوردی آمریکای جنوبی
- فهرست دهانه‌های برخوردی آمریکای شمالی
- فهرست دهانه‌های برخوردی اروپا
- فهرست دهانه‌های برخوردی استرالیا
- فهرست دهانه‌های برخوردی جنوبگان